# Bauhinia bicolor
Bauhinia bicolor là một loài thực vật có hoa trong họ Đậu. Loài này được D.Dietr. miêu tả khoa học đầu tiên.